# Тенло
Тенло (на френски: Tinlot) е селище в Югоизточна Белгия, окръг Юи на провинция Лиеж. Населението му е около 2300 души (2006).